# Devote traktaten in het Middelnederlands
Devote traktaten in het Middelnederlands is de titel van enkele verzamelhandschriften die bewaard worden in de Universiteitsbibliotheek Gent. De manuscripten zijn interessant omdat ze verschillende belangrijke auteurs van religieuze literatuur bundelen. 

## Devote traktaten
Devote traktaten in het Middelnederlands zijn ontstaan uit een lange traditie van Latijnse geschriften. Het zijn religieuze geschriften die vooral gebruikt werden om het geloof te versterken en vaak ook te individualiseren. Tot dat laatste droeg de vertaling naar de volkstaal, het Middelnederlands, zeker toe bij. Onder devote teksten zijn naast de eigenlijke traktaten ook gebeden, overwegingen, etc. aanwezig in de verzamelingen. 

## Handschrift 1305

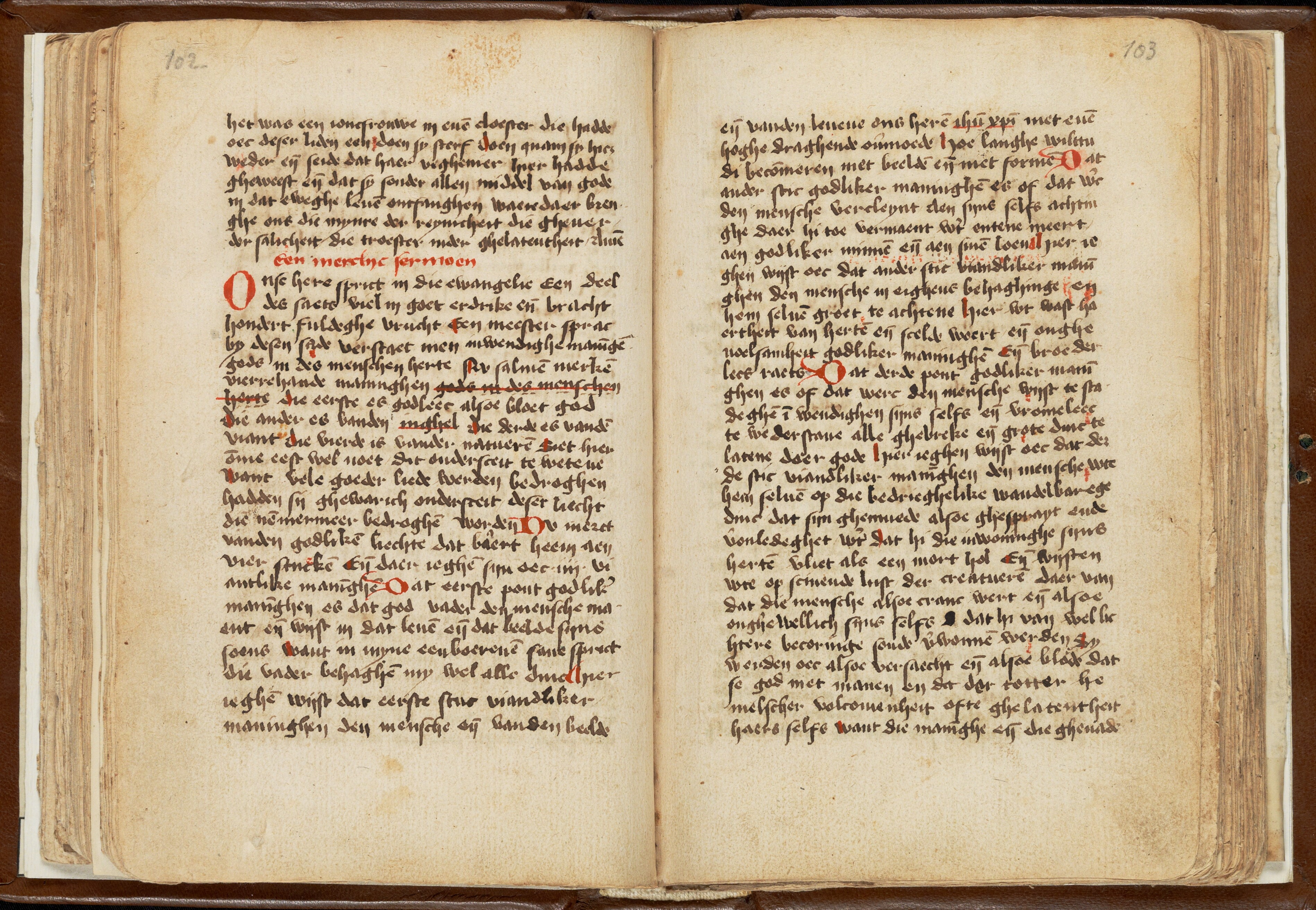
Fragment uit het verzamelhandschrift. Begin van het sermoen van Johannes Tauler.

Het handschrift 1305 draagt ook de titel Devote tractaten in het Middelnederlands en werd vervaardigd in Hasselt, in het derde kwart van de vijftiende eeuw. Het werd gevonden in het St.-Katharinadal, bij de zusters van de derde orde van Sint-Franciscus.
Het bevat Middelnederlandse werken van onder andere Jan van Schoonhoven, Henricus Suso, Joannes Tauler en Thomas a Kempis. Het manuscript bevat de volgende onderdelen:
- De epistel van Eemstein (Jan van Schoonhoven)
- Van negligencien inder ghetijden (twee exempelen)
- Het gebed van Salomon na de bouw van zijn tempel
- Het leven van Sint-Macharius, uit het Vaderboek
- De troost der conciencien geheten (Henricus Suso)
- Een merkelijk sermoen (Joannes Tauler)
- Goede geestelijke vragen en antwoorden
- Spreuk 67 (Pseudo-Eckhart)
- Een merkelijke epistel
- Imitatio Christi (Thomas a Kempis): Boek 1, kapittel 1 t.e.m. 24
- Uit het boek van garnaten
- Dit zegt Sint-Augustus
- Het palmboomtraktaat
- Gebeden uitgevaardigd op 2 januari 1766 door Johannes Robertus Caimo, bisschop van Brugge

## Handschrift 1339

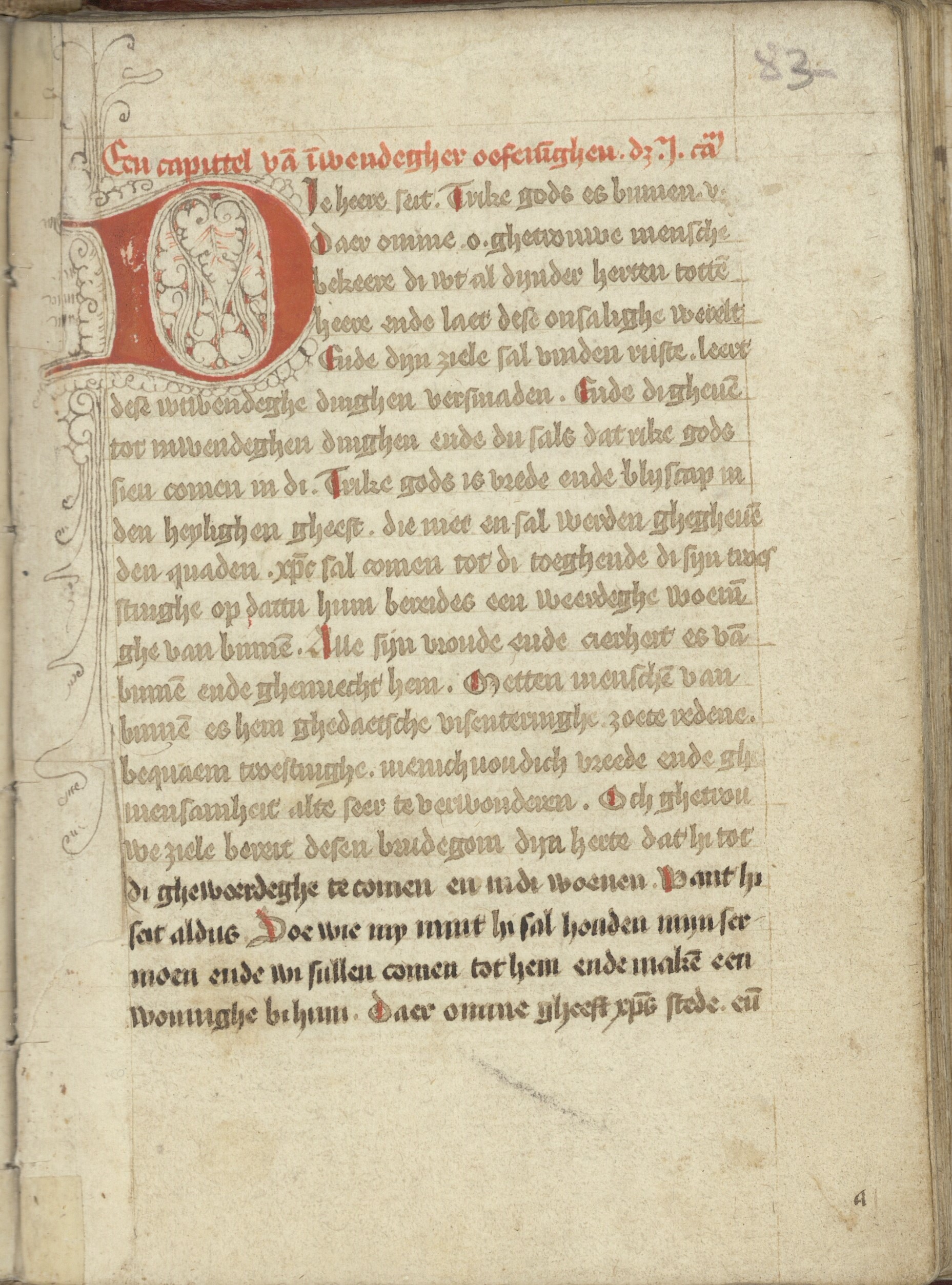
Fragment uit handschrift 1339 bij het begin van het deel van Thomas a Kempis.

Handschrift 1339 draagt alsook de volledige naam Devote tractaten in het Middelnederlands. Het werd vervaardigd in de Nederlanden in de eerste helft van de vijftiende eeuw. Het kent zijn herkomst in Antwerpen, in het klooster Mariëndaal waar het in het bezit was van Suster Wiven rincs tot het midden van de vijftiende eeuw. In de zestiende en zeventiende eeuw was het manuscript in bezit van Fransijnken de Bolle. Het manuscript is uiterst interessant omdat het naar het Middelnederlands vertaalde werken verzameld van Pseudo-Bernardus van Clairvaux, Thomas a Kempis en Gerardus de Vliederhoven. Kort samengevat houdt het handschrift de volgende onderdelen in:
- Meditationes piissimae de cognitione humanae conditionis (Pseudo-Berardus van Clairvaux, Middelnederlandse vertaling) (ff. 1r-39r)
- Samenspraak van een heremiet en een engel (f. 39v)
- Een buecksken van der gheesteliker wijncellen (ff.40r-47r)
- Korte overwegingen (f. 47v)
- Een buecsken van zaechtmoedicheit ende verdrachlicheit (ff. 48r-82v)
- Imitatio Christi, Book II (Thomas a Kempis, Middelnederlandse vertaling) (ff. 83r-100v)
- Traktaat over de liefde tot Christus (ff. 100v-107r)
- Citaten (ff. 107r-108r)
- Cordiale de quattuor novissimis (Gerardus de Vliederhoven, Middelnederlandse vertaling) (ff. 108r-117v)
- Exempel (ff. 117v-118v)
- Colofon